# Commanderie de Condat-sur-Vézère
Ne doit pas être confondu avec Château de Condat.
La commanderie de Condat, appelé communément château de Condat, est une commanderie hospitalière de l'ordre de Saint-Jean de Jérusalem, implanté dans le bourg de Condat-sur-Vézère dans le département de la Dordogne, en région Nouvelle-Aquitaine.
Son donjon est inscrit au titre des monuments historiques.

## Historique
Le château fut le siège de la commanderie des Hospitaliers qui occupa le bourg de Condat du XIIe au XVIIIe siècle.
Appelée Hospitalis de Condato et attestée dès 1239, d'abord maison-forte, résidence du commandeur, et à la fois grange dîmière, hostellerie pour les pèlerins et hôpital pour les malades propriété de l'ordre de Saint-Jean de Jérusalem, c'était la plus importante commanderie du Périgord.
Durant les guerres de Religion, le chef des Huguenots, le capitaine Pouch, transforma l’église en forteresse qui fut assiégée et prise par le seigneur de Losse.
Lors des guerres de Religion et durant la Fronde, le château changea de mains à plusieurs reprises.
Vendu comme bien national à la Révolution, certains de ses locaux furent utilisés comme moulin et minoterie au XIXe siècle. Au XXIe siècle, les bâtiments désaffectés sont fermés au public. L'église avec son clocher-peigne, caractéristique de la région, est maintenant utilisée comme église paroissiale de Condat-sur-Vézère.
Le donjon a été inscrit au titre des monuments historiques le 12 octobre 1948.
En 2022, la commune de Condat-sur-Vézère a racheté la commanderie et envisage sa réhabilitation qui nécessitera un financement d'au moins 3,6 millions d'euros.

## Architecture
Son premier nom de condate (confluent), vient de sa situation : bâti en bordure du Coly, sur sa rive gauche, à son confluent avec la Vézère. Il n'en reste aujourd'hui qu'un logis du XVIe siècle accolé à un donjon du XVe siècle, tour carrée à mâchicoulis et bretèches.